# Coat of Many Cupboards
Coat of Many Cupboards — бокс-сет британской рок-группы XTC, выпущенный в 2002 году. Он представляет собой антологию 15-летней работы группы на лейбле Virgin Records. Это первый сборник, включающий треки их альтер-эго Dukes of Stratosphear.
В сборник вошли демо-версии, концертные записи, репетиционные записи и другие раритеты, а также любимые песни группы. 41 из 60 треков ранее не издавались. В комплект также входит 60-страничный буклет с эссе Харрисона Шервуда.

## Отзывы
| Оценки критиков  | Оценки критиков  |
| Источник         | Оценка           |
| ---------------- | ---------------- |
| Allmusic         | [ 2 ]            |
| BBC Online Music | (not rated) link |
| Pitchfork Media  | (9.0/10) link    |
| PopMatters       | (not rated) link |
| Rolling Stone    | (not rated) link |

Альбом получил положительные отзывы музыкальной критики и интернет-изданий.
Стивен Томас Эрлевайн из Allmusic объясняет: «Поклонники XTC — преданные фанаты. Возможно, их немного, но почти каждому из них нужно услышать всё, что когда-либо записывала группа. Они с радостью потратят сотни долларов на редкие синглы и бутлеги или купят официальные релизы демо-записей, даже если они звучат практически идентично официальному релизу, поэтому четырёхдисковый бокс-сет с раритетами, демо-записями, альтернативными версиями и концертными версиями, такими как Coat of Many Cupboards, — это, по сути, манна небесная. Если и есть какая-то проблема с этим сборником, так это то, что Virgin Records и XTC не зашли так далеко и не посвятили его полностью неизданному материалу; они подстраховались, посвятив 41 из 60 треков ранее не издававшимся трекам, а львиную долю остальных — целых 14 — составляют треки с альбомов, которые уже есть у любого поклонника XTC. Как бы ни были хороши эти песни — а среди них такие шедевры, как „Chalkhills and Children“ и „Vanishing Girl“ Dukes of Stratosphear, — их присутствие на тщательно подобранном сборнике раритетов вызывает серьёзное раздражение (даже если группа, по слухам, работает над ещё более масштабным архивным релизом под предварительным названием Fuzzy Warbles, который может занять до восьми томов). Впрочем, даже если бы в этом сборнике был всего один диск раритетов, поклонники XTC всё равно бы его купили и были бы в восторге от огромного количества неизданной музыки. И это правильно, ведь даже если демо-записей и альтернативных версий, которые радикально отличаются от конечного продукта, не так уж и много — есть акустическая прогонка „Senses Working Overtime“ и зачаточная версия „Mayor of Simpleton“, представляющие собой увлекательные черновики, в то время как ранняя версия „Life Begins at the Hop“ подкупающе неловка — всё равно это очень интересное прослушивание, наполненное такими прелестями, как три ауттейка White Music с участием Барри Эндрюса (который вскоре покинул группу), отвергнутая Nonsuch песня Колина Молдинга „Didn’t Hurt a Bit“ (которая должна была попасть на альбом), и живое исполнение „Atom Medley“ — одно из нескольких концертных выступлений, иллюстрирующих, насколько хороша была группа на сцене, несмотря на страх сцены Энди Партриджа. Эти моменты, неизменно высокое качество музыки и потрековая аннотация от Партриджа и Молдинга позволяют легко простить повторение треков альбома, ведь это почти идеальный подарок для фанатов, какой только можно себе представить (по крайней мере, пока не появится Fuzzy Warbles). Хотя фанаты согласились бы на что-нибудь редкое, XTC ответили им взаимностью коробкой, которая демонстрирует всю ту же любовь, что и фанаты за эти годы. Лучше и быть не может».

## Список композиций
Все песни написаны Энди Партриджем, если не указано иное.

### Диск 1
1. «Science Friction» [CBS Demo] — 3:32
2. «Spinning Top» [Live] — 3:00
3. «Traffic Light Rock» [Live] — 2:06
4. «Radios in Motion» [White Music Version] — 2:54
5. «Let’s Have Fun» [White Music Outtake] (Colin Moulding) — 1:19
6. «Fireball XL5/Fireball Dub» [White Music Outtake] (Barry Gray) — 3:24
7. «Heatwave Mark 2 Deluxe» [White Music Outtake] (Moulding) — 1:47
8. «This Is Pop?» [Single Version] — 2:42
9. «Are You Receiving Me?» [Go 2 Outtake] — 3:23
10. «Things Fall to Bits» [Go 2 Outtake] (Barry Andrews) — 2:26
11. «Us Being Us» [Go 2 Outtake] — 2:55 (Andrews)
12. «Life Begins at the Hop» [First Rehearsal Extract] (Moulding) — 1:09
13. «Life Begins at the Hop» [First Recording, Unused] (Moulding) — 3:58
14. «Making Plans for Nigel» [Demo Version] (Moulding) — 4:15
15. «Ten Feet Tall» [Drums and Wires Version] (Moulding) — 3:14
16. «Sleepyheads» [Drums and Wires Outtake] (Moulding) — 4:52

### Диск 2
1. «Meccanic Dancing (Oh We Go)» [Live] — 2:34
2. «Atom Medley: Into the Atom Age/Hang on to the Night/Neon Shuffle» [Live] — 6:52
3. «Life Begins at the Hop» [Unused U.S. Single Recording] (Moulding) — 2:57
4. «Real by Reel» [Unused Single Recording] — 3:44
5. «When You’re Near Me I Have Difficulty» [Unused Single Recording] — 3:21
6. «Helicopter» [Unused Single Recording] — 3:30
7. «Towers of London» [Rejected Single Recording] — 6:07
8. «Generals and Majors» [Rehearsal Tape, Demo Version] (Moulding) — 5:02
9. «No Language in Our Lungs» [Black Sea Version] — 4:51
10. «Sgt. Rock (Is Going to Help Me)» [Listed as the Black Sea Version, but is in fact the edited single version] — 3:37
11. «Paper and Iron (Notes and Coins)» [Live] — 4:08
12. «Crowded Room» [Live] (Moulding) — 4:03
13. «Senses Working Overtime» [Early Work Tape, Demo Version] — 3:31
14. «Snowman» [Live] — 5:06
15. «Ball and Chain» [Unused Single Recording] (Moulding) — 4:21

В прегапе этого CD спрятан трек: «Wanking Man» (Live Studio Chatter) — 1:37

### Диск 3
1. «Punch and Judy» [Unused Single Recording] — 2:35
2. «Fly on the Wall» [English Settlement Version] (Moulding) — 3:17
3. «Yacht Dance» [Live on the Old Grey Whistle Test, BBC TV] — 4:31
4. «Jason and the Argonauts» [English Settlement version] — 5:59
5. «Love on a Farmboy's Wages» [Home Demo] — 3:47
6. «Wonderland» [Home Demo] (Moulding) — 4:23
7. «Ladybird» [Mummer Version] — 4:36
8. «All You Pretty Girls» [Home Demo] — 4:13
9. «Wake Up» [Home Demo] (Moulding) — 4:12
10. «The Everyday Story of Smalltown» [The Big Express Version] — 4:13
11. «Grass» [Home Demo] (Moulding) — 2:55
12. «Let’s Make a Den» [Home Demo] — 2:25
13. «The Meeting Place» [Home Demo] (Moulding) — 3:51
14. «Dear God» [Band Demo] — 4:10

В прегапе этого CD спрятан трек: «Shaving Brush Boogie» (Live Studio Recording) — 12:26

### Диск 4
1. «Brainiac’s Daughter» [Psonic Psunspot Version] — 4:03
2. «Vanishing Girl» [Psonic Psunspot Version with alternate ending narration] (Moulding) — 2:44
3. «Terrorism» [Home Demo] — 3:20
4. «Find the Fox» [Home Demo] (Moulding) — 2:37
5. «Season Cycle» [Skylarking Version] — 3:21
6. «The Troubles» [Home Demo] — 3:17
7. «Mayor of Simpleton» [Early Work Tape, Demo] — 2:47
8. «King for a Day» [Home Demo] (Moulding) — 3:14
9. «Chalkhills and Children» [Oranges and Lemons Version] — 5:06
10. «The Ballad of Peter Pumpkinhead» [Home Demo] — 5:34
11. «Omnibus» [Nonsuch Version] — 3:20
12. «The Disappointed» [Home Demo] — 3:20
13. «Bungalow» [Nonsuch Version] (Moulding) — 2:49
14. «Didn’t Hurt a Bit» [Nonsuch Outtake] (Moulding) — 3:54
15. «Books are Burning» [Live on The Late Show, BBC TV] — 4:48